# يحيى رباح
يحيى إبراهيم سلمان رباح، (أبو محمد؛ 1943 – 2 فبراير 2023) سياسي ودبلوماسي وكاتب وإعلامي فلسطيني، وهو قيادي في حركة فتح.

## سيرته
ولد يحيى إبراهيم سلمان رباح عام 1943 في قرية السوافير الشمالية في قضاء المجدل، وفي عام 1948 هُجر برفقة عائلته إلى مخيم دير البلح في قطاع غزة. انضم عام 1966 إلى حركة فتح، وتخرج عام 1968 من كلية الإدارة والاقتصاد في جامعة عين شمس بمصر.
شغل عدة مناصب ومواقع فكان مفوضًا سياسيًا، ومديرًا عامًا للإذاعات في منظمة التحرير الفلسطينية، وسفيرًا لفلسطين في اليمن منذ عام 1990 وحتى عام 2003، وتولى عام 2010 منصب مفوض الإعلام والتعبئة الفكرية لحركة فتح، كما كان عضوًا في المجلس الثوري لحركة فتح، وعضوًا في الهيئة القيادية العليا لحركة فتح في قطاع غزة، وعضوًا في المجلس الوطني الفلسطيني، ومحافظًا في ديوان الرئاسة الفلسطينية.

## أوسمة وجوائز
في سبتمبر 2013 كرمه الاتحاد العام للكتاب والأدباء الفلسطينيين ووزارة الإعلام الفلسطينية ونقابة الصحفيين الفلسطينيين وذلك "تقديرًا لسيرته ومسيرته".
في أغسطس 2017 نال جائزة "شخصية العام العربية الإذاعية" للعام 2017 من جامعة الدول العربية ومجلس وزراء الإعلام العرب.
في 13 مارس 2019 قلده الرئيس الفلسطيني بوسام الثقافة والعلوم والفنون الفلسطيني من درجة الإبداع وذلك "تقديرًا لدوره ومسيرته الرائدة في مجالي الإعلام والإذاعة، باعتباره واحدًا من أركان الفعل الإعلامي الفلسطيني، وتثمينًا لدوره الإبداعي في الرواية والمقالة، إسنادًا للثورة الفلسطينية".

## وفاته
توفي يحيى رباح في مجمع فلسطين الطبي بمدينة رام الله مساء يوم الخميس الموافق 2 فبراير 2023، وقد نعاه الرئيس الفلسطيني محمود عباس، كما نعته حركة فتح التي جاء في بيان نعيها "إن فلسطين خسرت قامة وطنية وفكرية اتسمت بالعطاء المستمر"، ونعته وزارة الثقافة الفلسطينية على لسان وزيرها عاطف أبو سيف قائلًا "إن الثقافة الفلسطينية خسرت اليوم أحد قاماتها الذين أسهموا في تأسيس الوعي الوطني، عبر كتاباته القصصية والنثرية ومقالاته الفكرية والسياسية ومحاضراته التعبوية"، وجرى نعيه أيضًا من قبل رئيس المجلس الوطني الفلسطيني روحي فتوح، وآخرين.